# Kazuyuki Mugita
Kazuyuki Mugita (født 10. november 1984) er en tidligere japansk fodboldspiller.
Han har spillet for flere forskellige klubber i sin karriere, herunder Tokushima Vortis.